# Pévé
El pévé és una llengua txadiana pertanyent a la subdivisió de les llengües masses parlada per uns 35.000 individus a la prefectura Tandjilé, al sud-est del Txad, i uns 6.000 a la divisió Maio-Rei del Camerun septentrional.